# Sprawiedliwość dystrybucyjna
Uzasadnienie: dubel
Sprawiedliwość dystrybutywna (bądź też sprawiedliwość rozdzielcza) – społeczny i sprawiedliwy podział towarów. Sprawiedliwość dystrybucyjna to inaczej sprawiedliwa alokacja towarów. Zgodnie z założeniami sprawiedliwości społecznej, społeczeństwo, w którym powstają nierówności, w konsekwencji nie może być uważane za społeczeństwo kierujące się zasadami sprawiedliwości dystrybutywnej. Koncepcja sprawiedliwości dystrybutywnej obejmuje: dostępne ilości towarów, proces dystrybucji towarów i wynikający z tego podział towarów (dóbr) między członkami danego społeczeństwa.
Często, w odróżnieniu od sprawiedliwego procesu, który dotyczy administrowania prawem, sprawiedliwość dystrybucyjna koncentruje się na wynikach. Temu zagadnieniu poświęcono wiele uwagi w filozofii i naukach społecznych. Sprawiedliwość dystrybucyjna ma fundamentalne znaczenie dla nauczania społecznego Kościoła katolickiego, inspirując przy tym takie postacie, jak Dorothy Day i papież Jan Paweł II.
W psychologii społecznej, sprawiedliwość dystrybutywną definiuje się jako postrzeganą sprawiedliwość podziału nagród i kosztów między członkami grupy (rozdzielanych pomiędzy nimi). Tytułem przykładu: pracownicy wykonują tę samą pracę, ale otrzymują inne wynagrodzenia. W takiej sytuacji mogą oni odczuwać, że sprawiedliwość społeczna, o której mowa, nie wystąpiła.
W celu ustalenia, czy doszło do wymierzenia sprawiedliwości dystrybutywnej, jednostki często zwracają się ku normom dystrybutywnym swojej grupy. Norma to standard zachowania, który jest wymagany, pożądany lub określony jako normalny w obrębie danej grupy. Jeżeli nagrody i koszty są alokowane zgodnie z wyznaczonymi normami dystrybutywnymi, to oznacza, że nastąpiła sprawiedliwość dystrybutywna.

## Pięć typów norm dystrybutywnych
Pięć typów norm dystrybutywnych określił i zdefiniował Donelson R. Forsyth. Do tych norm zalicza się:
1) Równość – bez względu na wkład wszyscy członkowie grupy powinni otrzymać równy udział w nagrodach/kosztach. Idea równości wspiera fakt, że osoba, która wniosła 20% zasobów do grupy, powinna otrzymać tyle samo, co osoba, która włożyła do grupy swój wkład w wysokości 60%.
2) Kapitał – wyniki osób powinny być oparte na ich wkładzie. Dlatego osoba, która zainwestowała dużą ilość wkładu (np. swój czas, pieniądze, energie) powinna otrzymać więcej od grupy niż ktoś, kto wniósł bardzo mały wkład. Członkowie dużych grup wolą oprzeć alokacje nagród i kosztów na zasadzie słuszności i własnym kapitale.
3) Siła – osoby posiadające większe uprawnienia, status, lub kontrolę nad grupą powinny otrzymywać więcej niż osoby zajmujące niższe stanowiska.
4) Odpowiedzialność – Członkowie grupy, którzy mają najwięcej, powinni dzielić się swoimi zasobami z tymi, którzy mają mniej.
5) Potrzeba – osobom najbardziej potrzebującym należy zapewnić niezbędne środki pozwalające zaspokoić ich potrzeby. Osoby te powinny otrzymać więcej środków, niż te które już je posiadają, niezależnie od ich wkładu.

## Efekty, rezultaty
Wymiar sprawiedliwości dystrybutywnej wpłynie na wydajność, kiedy będzie zaangażowany w proces wydajności i produktywności. Poprawa postrzegania wymiaru sprawiedliwości zwiększa skuteczność działania. OCB – organizacyjne zachowania obywatelskie to działania pracownicze wspierające organizacje, które wykraczają poza zakres ich obowiązków. Takie zachowania zależą od tego, w jakim stopniu organizacja jest postrzegana jako sprawiedliwa pod względem dystrybutywności. Jako że działania i decyzje organizacyjne są uważane jako bardziej sprawiedliwe, to pracownicy są bardziej skłonni do zaangażowania się w OCB. Postrzeganie sprawiedliwości dystrybutywnej jest również silnie powiązane z wycofaniem się pracowników z organizacji.

## Majątek
Wymiar sprawiedliwości w zakresie dystrybutywności rozważa, czy dystrybucja towarów pomiędzy członkami społeczeństwa jest w danym czasie jest subiektywnie akceptowalna.
Nie wszyscy zwolennicy teorii konsekwentnych są zainteresowani sprawiedliwym społeczeństwem. Łączy ich wspólny interes w osiąganiu jak najlepszych rezultatów lub, w odniesieniu do powyższego przykładu, najlepszego możliwego podziału majątku.

## Sprawiedliwość w zakresie ochrony środowiska
Dystrybucyjna sprawiedliwość w kontekście środowiskowym to sprawiedliwy podział zagrożeń technologicznych i środowiskowych, jego skutków i korzyści. Obciążenia te obejmują zanieczyszczenie powietrza, wysypiska śmieci, fabryki przemysłowe i inne obciążenia środowiskowe. Sprawiedliwość dystrybucyjna jest podstawową zasadą sprawiedliwości środowiskowej, ponieważ istnieją dowody wskazujące, że obciążenia te powodują problemy zdrowotne, negatywnie wpływają na jakość życia i obniżają wartość mienia.
Potencjalne negatywne skutki społeczne degradacji środowiska i polityki regulacyjnej znajdują się w centrum dyskusji środowiskowych od czasu powstania sprawiedliwości środowiskowej. Z historycznego punktu widzenia, obciążenia środowiskowe opierają się na ubogich społecznościach, którymi w przeważającej części są: Afroamerykanie, rdzenni Amerykanie, Latynosi.

## W stanowiskach politycznych
Teoria sprawiedliwości dystrybucyjnej argumentowana jest tym, że społeczeństwo ma obowiązek wobec jednostki znajdującej się w potrzebie i że wszystkie osoby mają obowiązek pomagać innym w potrzebie. Zwolennicy sprawiedliwości dystrybucyjnej łączą ją z prawami człowieka.
Wiele rządów jest znanych z zajmowania się kwestiami sprawiedliwości dystrybucyjnej, zwłaszcza w krajach o napięciach etnicznych i mniejszościach geograficznie wyróżniających się. Po apartheidzie RPA jest przykładem kraju, który zajmuje się kwestiami ponownego przydzielania zasobów w odniesieniu do ram sprawiedliwości dystrybucyjnej.